# Preston (Nebraska)
Preston – wieś w Stanach Zjednoczonych, w stanie Nebraska. W 2010 roku liczyła 28 mieszkańców.